# Kid Niki: Radical Ninja
Kid Niki: Radical Ninja (快傑ヤンチャ丸?, Kaiketsu Yanchamaru) è un videogioco arcade del 1986 sviluppato da Irem. Il gioco ha ricevuto conversioni per Nintendo Entertainment System, Apple II e Commodore 64. La versione arcade del titolo è stata distribuita per PlayStation 4 e Nintendo Switch.
Il protagonista del gioco fa un'apparizione nel videogioco Kickle Cubicle.